# Arqueomalacología
La arqueomalacología es la rama de la arqueozoología encargada del estudio arqueológico de los restos de moluscos (ya sean terrestres, de agua dulce o marinos) y su relación con el ser humano en el pasado. En especial, se dedica al estudio de los restos de conchas recuperados en yacimientos arqueológicos. La presencia de moluscos puede ser de forma aislada o en acumulaciones denominadas concheros.
Esta línea de estudio relativamente reciente ha podido nacer gracias a la combinación de dos grandes factores: por un lado, la aparición de técnicas arqueológicas que han permitido tener en cuenta datos cada vez más importantes hasta ahora inutilizables y por otro, una nueva aproximación al hombre y su entorno que tiende a interesarse por áreas hasta ahora desatendidas por la arqueología. Los moluscos como recurso para las poblaciones humanas han sido durante mucho tiempo considerados como de menor valor (frente a otros recursos) o insignificante. Sin embargo, en las últimas décadas se ha consolidado una visión que permite a los investigadores acercarse a cierta información ya conocida desde un nuevo ángulo, pero también acceder a áreas inexploradas de la historia que permiten una mejor comprensión de los hombres, sus sociedades y sus entornos. En este sentido, el estudio de los moluscos de yacimientos arqueológicos permite obtener información de aspectos muy variados sobre la vida de antiguos pobladores y su entorno, tales como dieta, captación de recursos, aprovechamiento del mar u otros espacios acuáticos, estacionalidad, temperaturas de agua, clima, comercio, etc.

## Breve historia de las investigaciones

### En Europa
Los estudios arqueomalacológicos se inician en el siglo XIX en diferentes lugares de Europa. En el norte de Europa, destacan los estudios en Dinamarca, con los conocidos "kjoekkenmoeddings" (cuya traducción literal es "restos de cocina"). En estos primeros estudios comienza a observarse la potencialidad de los moluscos como fuente de información sobre diversos aspectos de las sociedades del pasado. 
En la península ibérica destacan los yacimientos portugueses del valle del Muge y los yacimientos asturienses del valle del Sella (Asturias, España), donde comienza a estudiarse los concheros. En el caso de los concheros de Muge, son descubiertos por Carlos Ribeiro en 1863 con los yacimientos de Cabeço da Arruda y Moita do Sebastiao, que serán excavados a finales del siglo XIX.
Los concheros del Sella se descubren en 1877 por Justo del Castillo, Cartailhac, Obermaier y Breuil. Los estudios realizados por el Conde de la Vega del Sella en 1914, le llevan a definir la denominada "Cultura Asturiense", matizada por Obermaier en 1916 en su obra "El hombre fósil", y asociando los concheros con industria lítica (picos asturienses). Dentro del análisis arqueomalacológico, identifican la existencia de un óptimo climático por la sustitución de Littorina littorea por Monodonta lineata.
Tras estos inicios, los estudios de malacofaunas en la península ibérica tendrán otro foco en Galicia, asociados inicialmente al denominado "Camposanquiense" (Cultura identificada erróneamente con una fase más antigua del Asturiense). Pero poco después se asocian los concheros con la cultura castreña y la romanización, dando lugar a estudios interesantes a cargo de autores como López Cuevillas y Bouza Brey (1926), entre otros.
En Europa, continúa la investigación en la zona norte, y aparecen nuevas escuelas de investigación arqueomalacológica, principalmente en California.
Durante la década de los 90, se producen importantes contribuciones metodológicas en todo el mundo, que permiten avanzar en el estudio de este tipo de depósitos. La aplicación de técnicas de cuantificación de arqueozoología, sumado a la mejora en las técnicas de excavación, muestreo y análisis, permiten obtener unos resultados muy positivos. De este modo, la arqueomalacología se convierte en un campo muy importante de la arqueozoología, que ofrece una gran cantidad de información. En 1999 se publica el libro Shells, escrito por Cheryl Claassen, en el que la autora realiza un tratamiento enciclopédico del análisis de conchas de moluscos como material para arqueólogos y paleontólogos profesionales.
El año 2010 supone un nuevo impulso a los estudios arqueomalacológicos, con la celebración de la I Reunión Científica de Arqueomalacología de la Península Ibérica, en la Universidad de León, como un foro para la unificación de criterios metodológicos, exposición de trabajos, intercambio de ideas e información en el campo de la arqueozoología especialmente centrada en los moluscos, pero también abierta a otros invertebrados marinos, encontrados en yacimientos de la península ibérica, espacios mediterráneos, atlánticos o de otras partes del mundo. Las siguientes ediciones se realizaron en 2011 en la Universitat Autònoma de Barcelona, en 2012 en la Universidad de Cádiz, en 2014 en la Universidad de Cantabria, en 2017 en la Universidade do Algarve (Faro, Portugal), en 2019 en la Universitat de les Illes Balears – Museu de Mallorca y en 2023 en la Universidad de las Palmas de Gran Canaria. Los compañeros de la Universidad de la Rioja recogieron el testigo para organizar la VIII Reunión.

## Breve metodología de análisis
- El primer paso del análisis es la recuperación de los restos, lo que hace necesaria la aplicación de técnicas de excavación arqueológica y muestreo.[5]
- El siguiente paso, consiste en cribar la muestra y triar (separar) los diferentes restos, agrupándolos por especies, lo que conlleva una labor de identificación taxonómica de las especies.
- Por último, se procedería a la toma de datos biométricos y cuantificación, que nos permitirá obtener los datos a partir de los cuales realizar la interpretación del yacimiento.

## Información obtenida
La información obtenida a través de los estudios arqueomalacológicos es muy variada. En primer lugar, destaca la información alimenticia (dieta, especies consumidas, relación con otros alimentos,...). Relacionado con la dieta, tenemos el modo de recolección, la época del año en que se recolecta, las zonas de marisqueo, las estrategias de recolección.
Por otro lado, obtenemos una información paleoclimática, a través de la desaparición de especies, del estudio isotópico del oxígeno presente en las conchas (O16-O18),... 
También permite realizar dataciones de C14 sobre las conchas, y en algunas ocasiones, se pueden abordar cuestiones como el adorno, la cocina, el comercio.